# Безирджян, Хачатур Оникович
Хачатур Оникович Безирджян (арм. Խաչատուր Օնիկի Բեզիրջյան, 6 декабря 1950, Ереван) — армянский политический и государственный деятель.

## Биография
- Окончил Ереванский государственный университет (1968—1974). Физик. Кандидат биологических наук.
- 1974—1976 — служил в советской армии.
- 1977—1987 — старший лаборант, аспирант, младший научный сотрудник, научный сотрудник института экспериментальной биологии.
- 1987—1991 — Научно-исследовательский технологический институт аминокислот объединения «Армбиотехнология» Министерства медицинской и биологической промышленности СССР, заведующий лаборатории НИИ аминокислот.
- 1990—1995 — депутат верховного совета Арм. ССР, заместитель председателя постоянной комиссии по восстановлению независимой государственности и национальной политики
- 1994—2002 — директор института управления Армении.
- 1996—1999 — председатель ЦИК Армении.
- 1999—2002 — Комиссия по реформам публичной службы РА, член комиссии
- 2002—2005 — Ереванский государственный экономический институт, доцент
- 2003—2006 — Совет гражданской службы РА, советник председателя совета
- 2006—2016 — Академия государственного управления Армении, проректор по учебной части
- 2016 — Академия государственного управления Армении, проректор по дополнительному и непрерывному образованию[1]